# Mandibulata
Sous-embranchement
Classification phylogénétique
- Protostomiens
  - Lophotrochozoaires
    - Chaetognathes ?

  - Cuticulés
    - Gastrotriches
    - Ecdysozoaires
      - Panarthropodes
        - Onychophores
        - Tardigrades
        - Arthropodes
          - Chélicériformes
            - Pycnogonides
            - Chélicérés
              - Mérostomes
              - Arachnides

          - Mandibulés
            - Myriapodes
            - Pancrustacés
              - Rémipèdes
              - Céphalocarides
              - Maxillopodes
              - Branchiopodes
              - Malacostracés
              - Hexapodes

      - Introvertés

Les Mandibulata (ou Antennata), en français Mandibulés, en anglais Mandibulates, sont des arthropodes dont la tête porte des appendices caractéristiques, souvent très chitinisés, les mandibules adaptées à différents régimes. Ils diffèrent des chélicères et pédipalpes du groupe des Chélicérates (dont les araignées et les scorpions). La monophylie de ce taxon s'appuie aussi sur les caractéristiques de l'acide ribonucléique ribosomique.
Ils étaient classiquement divisés en uniramés (Hexapodes et Myriapodes) et biramés (Crustacés), mais cette distinction n'est pas phylogénétique au vu des analyses génétiques qui rapprochent les insectes des crustacés. Les caractères partagés entre myriapodes et insectes sont maintenant interprétés comme des convergences liées à l'adaptation au milieu terrestre.

## Liste des classes
Selon NCBI (11 juin 2020) :
- sous-embranchement Myriapoda (mille-pattes)
  - classe Chilopoda
  - classe Diplopoda
  - classe Pauropoda
  - classe Symphyla
- clade Pancrustacea
  - sous-embranchement Crustacea (Crustacés)
  - sous-embranchement Hexapoda (dont les insectes et les collemboles)